# Goniaea ensicornis
Goniaea ensicornis är en insektsart som beskrevs av Carl Stål 1878. Goniaea ensicornis ingår i släktet Goniaea och familjen gräshoppor. Inga underarter finns listade i Catalogue of Life.